# Abu Ubaida al-Banschiri
Abu Ubaida al-Banschiri (arabisch أبو عبيدة البنشيري, DMG Abū ʿUbaida al-Banšīrī, auch Ubaidah al-Banshiri; eigentlich: Ali Amin ar-Raschidi / علي أمين الرشيدي / ʿAlī Amīn ar-Rašīdī, auch al-Rashidi; * Mai 1950 in Kairo; † 21. Mai 1996 auf dem Viktoriasee bei Mwanza) war ein Mitbegründer von al-Qaida und 1. Stellvertreter von Osama bin Laden.
Als ursprünglich ägyptischer Polizist beteiligte er sich an der anti-sowjetischen Guerilla in Afghanistan und nahm dort im August 1988 an der Gründung von al-Qaida teil. Er war für das gesamte afrikanische Netz der Organisation verantwortlich, insbesondere im Sudan hielt er sich längere Zeit auf. Er kam als Passagier bei dem Untergang der Bukoba auf dem Viktoriasee ums Leben.
| Personendaten    | Personendaten                         |
| ---------------- | ------------------------------------- |
| NAME             | Banschiri, Abu Ubaida al-             |
| ALTERNATIVNAMEN  | Raschidi, Ali Amin ar                 |
| KURZBESCHREIBUNG | ägyptischer Mitbegründer der al-Qaida |
| GEBURTSDATUM     | Mai 1950                              |
| GEBURTSORT       | Kairo                                 |
| STERBEDATUM      | 21. Mai 1996                          |
| STERBEORT        | bei Mwanza                            |